# كنائس المسيح
تُعرف كنائس المسيح، والتي يُشار إليها غالبًا باسم «كنيسة المسيح»، بأنها رابطة غير مركزية من الجماعات المسيحية المستقلة المنتشرة في أنحاء العالم. ومن أبرز معتقداتها المميزة إيمانها بضرورة المعمودية لنيل الخلاص، وتحريم استخدام الآلات الموسيقية في العبادة. وغالبًا ما تُعرِّف هذه الجماعات نفسها بأنها لا طائفية او لا مذهبية. نشأت كنائس المسيح في الولايات المتحدة الأمريكية من حركة الاستعادة التي أطلقها مسيحيون في القرن التاسع عشر، أعلنوا فيها تحررهم من الطوائف والعقائد التقليدية، وسعوا إلى «توحيد جميع المسيحيين في جسد واحد، على غرار الكنيسة الأصلية الموصوفة في العهد الجديد».

## نظرة عامة
تعود الجذور التاريخية لكنائس المسيح الحديثة إلى «حركة الاستعادة»، وهي حركة نشأت من التقاء مسيحيين من خلفيات طائفية متعددة سعيًا للعودة إلى شكل «ما قبل الطائفية» من المسيحية الأصيلة. سعى المشاركون في هذه الحركة إلى تأسيس عقيدتهم وممارساتهم على الكتاب المقدس وحده، دون الاعتراف بالمجالس التقليدية أو الهياكل الطائفية التي أصبحت تُعرِّف المسيحية منذ القرن الأول الميلادي. ويؤمن أعضاء كنائس المسيح بأن يسوع أسس كنيسة واحدة فقط، وأن الانقسامات الحالية بين المسيحيين لا تعبّر عن مشيئة الله، وأن الكتاب المقدس هو الأساس الوحيد الممكن لاستعادة وحدة المسيحيين. وهم يُعرّفون أنفسهم ببساطة بأنهم «مسيحيون»، دون استخدام أي أشكال أخرى من الهوية الدينية أو الطائفية. ويطمحون إلى أن يكونوا الكنيسة التي وصفها العهد الجديد، كما أسسها المسيح.
لا يرى أعضاء كنيسة المسيح أنفسهم بصفتهم كنيسة جديدة تأسست في بدايات القرن التاسع عشر، بل إن الحركة بأكملها تهدف إلى استعادة الكنيسة الأصلية التي تأسست في يوم العنصرة سنة 33 ميلادية، وإحيائها في العصر الحديث. وتكمن قوة هذه الدعوة في سعيها إلى استرجاع كنيسة المسيح كما كانت في أصلها الأول.

- باتسل باريت باكستر.
بوجه عام، تشترك كنائس المسيح في المعتقدات والممارسات اللاهوتية التالية:
- تنظيم كنسي مستقل قائم على التجمع المحلي، دون إشراف طائفي مركزي؛[6]
- رفض الالتزام بأي صيغ عقائدية رسمية أو «بيانات إيمان» غير رسمية، والاعتماد بدلًا من ذلك على الكتاب المقدس وحده في العقيدة والممارسة؛
- إدارة محلية من خلال جماعة من الشيوخ الذكور؛
- المعمودية بالغمر للمؤمنين الراغبين، باسم الآب والابن والروح القدس، لغفران الخطايا؛
  - الاحتفال بعشاء الرب أسبوعيًا يوم الأحد؛[5]
  - في التجمعات البريطانية، يُستخدم مصطلح «كسر الخبز» بشكل شائع؛
  - في التجمعات الأمريكية، تُستخدم مصطلحات مثل «المناولة» أو «الجسد والدم»؛
- غالبًا ما تُقدِّم كنائس المسيح مناولة مفتوحة في اليوم الأول من كل أسبوع، حيث يُعرض الخبز وثمر الكرمة على جميع الحاضرين، بناءً على فحص الذات لكل شخص؛
- يُعد الغناء دون آلات موسيقية (الأكابيلا) هو الممارسة المعتادة في العبادة، استنادًا إلى نصوص من العهد الجديد التي تدعو إلى الغناء بصفتها وسيلة عبادة دون الإشارة إلى استخدام الموسيقى الآلية، بالإضافة إلى أن العبادة في اجتماعات الكنيسة الأولى على مدى قرون كانت تمارس الغناء الأكابيلا فقط.

تماشيًا مع تاريخها، تدّعي كنائس المسيح أن العهد الجديد هو القاعدة الوحيدة للإيمان والممارسة عند اتخاذ القرارات المتعلقة بالعقيدة والبنية الكنسية. وهي تنظر إلى العهد القديم على أنه موحى به إلهيًا وذو دقة تاريخية، لكنها لا تعتبر أن شرائعه مُلزمة في ظل العهد الجديد بالمسيح (ما لم يُعاد ذكرها في العهد الجديد)، استنادًا إلى (عبرانيين ٨: ٧–١٣). وتعتقد كنائس المسيح أن العهد الجديد يبيّن كيف يمكن للإنسان أن يصبح مسيحيًا (وبالتالي عضوًا في الكنيسة الجامعة للمسيح)، كما يوضح كيف ينبغي أن تُنظَّم الكنيسة جماعيًا وتؤدي وظائفها الكتابية.

### التركيبة السكانية
في عام 2022، قُدِّر العدد الإجمالي لأعضاء كنائس المسيح ما بين 1,700,000 و2,000,000 عضو، مع وجود أكثر من 40,000 جماعة مستقلة حول العالم. في الولايات المتحدة وحدها، يُقدّر عدد الأعضاء بحوالي 1,087,559، موزعين على 11,776 جماعة. وكان إجمالي عدد الأعضاء في الولايات المتحدة يقارب 1.3 مليون في عامي 1990 و2008. وتتفاوت التقديرات بشأن نسبة البالغين المنتمين إلى كنائس المسيح في الولايات المتحدة بين 0.8% و1.5%. ويُوجد ما يقرب من 1,240 جماعة يغلب عليها الطابع الإفريقي-الأمريكي، وتضم حوالي 172,000 عضو، بينما توجد 240 جماعة ناطقة بالإسبانية تضم نحو 10,000 عضو. ويبلغ متوسط عدد أعضاء الجماعة الواحدة حوالي 100 عضو، في حين أن بعض الجماعات الكبرى تضم أكثر من 1,000 عضو. وفي عام 2000، صُنِّفت كنائس المسيح في المرتبة الثانية عشرة ضمن أكبر المجموعات الدينية في الولايات المتحدة من حيث عدد الأعضاء، لكنها جاءت في المرتبة الرابعة من حيث عدد الجماعات.
داخل الولايات المتحدة، انخفض عدد أعضاء كنائس المسيح بنسبة تُقدَّر بحوالي 12% خلال الفترة الممتدة من عام 1980 إلى عام 2007. وتُقدّر نسبة بقاء الشباب المنتمين إلى الكنيسة بعد تخرجهم من المدرسة الثانوية بحوالي 60%. وتتركز العضوية بنسبة 70% في ثلاثة عشر ولاية فقط. وتمتلك كنائس المسيح حضورًا في 2,429 مقاطعة، مما يجعلها في المرتبة الخامسة بعد الكنيسة الميثودية المتحدة، والكنيسة الكاثوليكية، والاتفاقية المعمدانية الجنوبية، وجماعات الرب (Assemblies of God)، غير أن متوسط عدد الأعضاء في كل مقاطعة بلغ حوالي 677 عضوًا. وقد بلغ معدل الطلاق بين أعضائها 6.9%، وهو معدل أقل بكثير من المتوسطات الوطنية.

## المعتقدات
تسعى كنائس المسيح إلى ممارسة مبدأ أن الكتاب المقدس هو المصدر الوحيد لاستخلاص العقيدة (المعروف في أماكن أخرى بمصطلح «سولا سكربتورا»). يُعتبر الكتاب المقدس عمومًا مُلهَمًا وخاليًا من الخطأ. ترى كنائس المسيح الكتاب المقدس بصفته وثيقة تاريخية دقيقة وحرفية، ما لم يشير السياق الكتابي بوضوح إلى خلاف ذلك. فيما يتعلق بممارسات الكنيسة والعبادة والعقيدة، هناك حرية كبيرة من جماعة إلى أخرى في تفسير ما هو مسموح به في الكتاب المقدس، حيث لا تخضع الجماعات لسلطة هرمية طائفية. تستند مقاربتهم للكتاب المقدس إلى «افتراض أن الكتاب المقدس واضح وبسيط بما يكفي لجعل رسالته واضحة لأي مؤمن صادق». يرتبط بذلك افتراض أن الكتاب المقدس يوفر «مخططًا» أو «دستورًا» للكنيسة يمكن فهمه.
إذا لم يكن ذلك في الكتاب المقدس، فلن يقوم هؤلاء الأشخاص بفعل ذلك.
- كارمن رينيه بيري، الدليل غير الرسمي لاختيار الكنيسة

تاريخيًا، اُستخدمت ثلاث طرق تفسيرية في كنائس المسيح.
- تحليل الأوامر والأمثلة والاستنتاجات اللازمة؛
- التحليل التوزيعي الذي يميز بين العصور الأبويّة والموسوية والمسيحية (ومع ذلك، تعتبر كنائس المسيح غير ميلينية وتميل عمومًا إلى وجهات النظر السابقة للأحداث)؛
- التحليل النحوي التاريخي.

تفاوتت الأهمية النسبية التي تُمنح لكل من هذه الاستراتيجيات عبر الزمن وبين السياقات المختلفة. الانطباع العام في كنائس المسيح الحالية هو أن تفسير الكتاب المقدس يعتمد بشكل كامل على نهج الأوامر، الأمثلة، والاستنتاجات. في الممارسة العملية، كان التفسير استنتاجيًا، ومتأثرًا بشكل كبير بالالتزام المركزي للمجموعة بعلم الكنيسة (الإكليروس) وعلم الخلاص. كما اُستخدم التفكير الاستقرائي، كما هو الحال عندما يتم جمع وتحليل جميع حسابات التحول في سفر أعمال الرسل لتحديد الخطوات اللازمة للخلاص. وختامًا، لخص أحد الطلاب المنتمين إلى الحركة النهج التقليدي بهذا الشكل: «في معظم تفكيرهم اللاهوتي، مع ذلك، انطباعي هو أن المتحدثين باسم كنائس المسيح يستندون في استنتاجاتهم إلى الكتاب المقدس بطريقة استنتاجية، معتبرين أن الفرضية أو المبدأ يؤديان إلى استنتاج، وبذلك يتبعون نهجًا مشابهًا للعلم الذي، في الممارسة العملية، ينتقل استنتاجيًا من فرضية إلى أخرى، بدلًا من اتباع الطريقة الاستقرائية الباكونية.» في السنوات الأخيرة، أدى التغيير في درجة التركيز على علم الكنيسة وعلم الخلاص إلى إعادة فحص التفسير التقليدي بين بعض الأشخاص المرتبطين بكنائس المسيح.
نشأ جدل في الثمانينيات حول استخدام نموذج الأوامر، الأمثلة، والاستنتاجات الضرورية لتحديد «الأساسيات» في الإيمان المسيحي في العهد الجديد. حيث جادل البعض بأنه يعزز من النمط القانوني، ودعوا إلى تبني هرمنيوطيقا تستند إلى شخصية الله والمسيح والروح القدس. في المقابل، حث التقليديون على رفض هذه «الهرمنيوطيقا الجديدة». لقد تراجع استخدام هذه الصيغة الثلاثية مع تحول الجماعات إلى زيادة التركيز على «القضايا الروحية مثل التلمذة والخدمة والأسرة والتسبيح». في العقود الأخيرة، مُنح اهتمام أكبر لدراسات العهد القديم في دروس الكتاب المقدس في الكنائس وفي الكليات التابعة لها. وبينما لا يُنظر إليها بعد على أنها ملزمة للعبادة المسيحية أو تنظيم الكنيسة أو تنظيم حياة المسيحيين، إلا أن البعض قد جادل بأنها ذات سلطة لاهوتية.
يتبنى العديد من العلماء المرتبطين بكنائس المسيح طرق النقد الكتابي الحديث، ولكن دون تبني الآراء المناهضة للخوارق المرتبطة بها. بشكل عام، فإن الطريقة الكلاسيكية «النحوية-التاريخية» هي السائدة، وهي توفر أساسًا لبعض الانفتاح على الأساليب البديلة لفهم الكتاب المقدس.